# Старый собор Святого Павла
Старый собор святого Павла (англ. Old St Paul’s Cathedral) — собор Лондонского Сити, до 1666 года стоявший на месте нынешнего собора святого Павла. Вероятно, четвёртое церковное здание на Ладгейтском холме.
Строительство началось после пожара 1087 года и заняло более двухсот лет, будучи задержано пожаром 1135 года. Церковь была полностью освящена в 1240 году, в 1256 и в начале 1300-х — расширена. К середине XIV века, когда собор был закончен, он стал одной из длиннейших церквей в мире, увенчанной одним из самых высоких шпилей, и украшенной одними из лучших[уточнить] витражей.
Гробница святого Эрконвальда привлекала в собор паломников, кроме кафедрального собора лондонского диоцеза, здание служило и общественным надобностям, в частности, неф, т. н. «променад святого Павла», был деловым центром и местом обмена слухами. После Реформации кафедра на церковном дворе, «перекрёсток св. Павла», стала местом выступлений радикальных проповедников и продажи протестантской литературы.
К началу 1600-х годов собор сильно обветшал. Реставрацию, начатую в 1620-е годы Иниго Джонсом, оборвала английская революция (1642—1651). В ходе следующей реставрации под руководством сэра Кристофера Рена, в 1666 году собор сгорел в Великом Лондонском пожаре, остатки его были разобраны, и на этом месте Рен построил собор, существующий и поныне.

## История

### Начало строительства
Старый Сен-Пол был, вероятно, четвёртой церковью на Ладгейт-хилл, посвящённой святому Павлу. Пожар 1087 года уничтожил большую часть прежнего храма. Вильгельм Завоеватель пожертвовал на строительство нового здания в романском стиле камень от разрушенной Палатинской башни, стоявшей на реке Флит (говорят, это было последнее его распоряжение).
Епископ Морис руководил подготовкой строительства, но важнейшая часть работы прошла при его преемнике Ричарде де Боми, которому содействовал Генрих I, снабжавший стройку камнем и освободивший все грузы, доставлявшиеся на площадку по реке Флит, от пошлины. Также король даровал епископу права на рыбную ловлю в округе и десятину, взимаемую с дичи в графстве Эссекс. Боми также указал место строительства школы св. Павла.
После смерти Генриха I в Англии и Нормандии разразилась междоусобица. На строительство был назначен епископ Винчестерский Генрих Блуаский, которому сразу же пришлось устранять последствия пожара, случившегося в 1135 году на Лондонском мосту. Огонь распространился на немалую часть города и повредил недостроенный собор. В это время массивный романский стиль сменился раннеанглийской готикой, и на толстые романские колонны легли стрельчатые арки трифория. Часть столбов сменили более лёгкие устои из пучков колонок. В 1221 году был возведён шпиль, и в 1240 собор заново освятил епископ Роджер Нигер.

### Новый пристрой (1255—1314)
В 1255 году, после нескольких бурь, епископ Фулк Бассет[проверить перевод] запросил средства на починку кровли. В это же время собор был удлинён с восточного конца, поглотив приходскую церковь св. Фе Аженской (после чего приход стал называться «св. Фе под св. Павлом», потому что прихожане молились в крипте собора). Эта восточная часть известна под названием «Новый пристрой» (англ. The New Work). «Новый пристрой» завершили в 1314 году, хотя освящён он был ещё в 1300. Написанная на среднеанглийском языке аллитерационным стихом поэма «Святой Эрконвальд» начинается с описания работы над «Новым пристроем».
За приходом св. Фе также сохранилась отдельно стоящая колокольня восточнее церкви, звоном с которой издревле собиралось чипсайдское вече. При Эдуарде VI приход св. Фе переместился в капеллу Иисуса, а после пожара 1666 года объединён с приходом св. Августина на Уотлинг-стрит.

### Упадок в XVI веке
К XVI веку здание собора начало разрушаться. При Генрихе VIII и Эдуарде VI, вследствие английской реформации, церкви лишались украшений, а после роспуска монастырей и отмены почитания святых мощей разрушались клуатры, крипты, капеллы, мощевики и другие постройки и их части. В 1549 году после проповеди на «перекрёстке св. Павла» агрессивная толпа громила интерьер церкви. Строения собора св. Павла, захваченные короной, были проданы под магазины или сданы внаём, по большей части книгопродавцам и печатникам, многие из которых были протестантами евангелического толка. Часть построек разобрали на стройматериалы, использованные, например, при сооружении дворца Сомерсет-хаус лордом-протектором Эдвардом Сеймуром.

### Обрушение шпиля (1561)
- Старый Сен-Пол на карте «Копперплейт (англ. Copperplate map of London)» (гравюра на меди), 1550-е
- Граффито на стене церкви св. Марии в Эшуэлле (Хартфордшир), предположительно изображает старый Сен-Пол[19]
- Собор св. Павла без шпиля

4 июня 1561 года шпиль собора загорелся и обрушился, повредив кровлю нефа. Через несколько дней в листке причиной пожара назвали удар молнии. В 1753 году сотрудник The Gentleman's Magazine Дэвид Генри в своей книге привёл старый слух о том, что якобы стекольщик на смертном одре покаялся в том, что, уходя обедать, оставил в башне горшок с углями.
Пожар был настолько силён, что расплавились колокола, а свинец, которым был покрыт шпиль, словно лава, лился на крышу. Пожар этот как католики, так и протестанты приняли за знамение гнева божьего на деяния друг друга. В устранение последствий пожара вложилась Елизавета, £1200 дал епископ Лондонский Эдмунд Гриндал, но шпиль не восстанавливали, а кровлю нефа сделали так плохо, что уже через 50 лет она пришла в опасное состояние.

### Реставрации 1621—1666 годов
Озаботившись упадком, в который пришла церковь, Яков I поручил реставрацию архитектору классического направления Иниго Джонсу. Вычистив и отремонтировав здание, Иниго Джонс в 1630-е прибавил к нему классический портик на западном фасаде, который Бенам называет совершенно несогласным (англ. altogether incongruous) с остальным зданием и радуется, что Джонс ограничился только этим портиком и весьма скверными добавлениями в трансепте.
Реставрацию прервала революция, а армия Парламента значительно навредила собору: в нефе были устроены конюшни, древние документы и хартии частью пропали, частью были уничтожены. Множеством сведений о старом сен-Поле историки обязаны труду Уильяма Дагдейла «История собора святого Павла» (англ. History of St Pauls Cathedral) поспешно написанному к 1658 году, потому что в годы протектората было серьёзное опасение, что «одна из самых значительных построек христианского мира» может быть попросту разобрана. Ходили упорные слухи о том, что Кромвель намеревается передать Сен-Пол евреям под синагогу. Непосредственным импульсом к написанию книги для Дагдейла стала находка целых корзин с гниющими документами XIV—XV веков из соборного архива. Атмосферу времени и состояние своего духа Дагдейл передал в следующем фрагменте-посвящении:

… столь велик был твой дар предвидения того, что мы с тех пор горестно зрели и сознавали, особенно в Церкви (тогда ещё пресвитеранская зараза едва проклюнулась), что ты часто просил меня как можно скорее осмотреть самое большое число памятников, главным образом, главнейших храмов нашего государства, чтобы, в конце концов, чернила и бумага сохранили в написанном хотя бы тени тех оригиналов, которые так близки к погибели.
Оригинальный текст (англ.)… so great was your foresight of what we have since by wofull experience seen and felt, and specially in the Church, (through the Presbyterian contagion, which then began violently to breake out) that you often and earnestly incited me to a speedy view of what Monuments I could, especially in the principall Churches of this Realme; to the end, that by Inke and paper, the Shadows of them, with their Inscriptions might be preserved for posteritie, forasmuch as the things themselves were so neer unto ruine

Также книга Дагдейла изобилует гравюрами Вацлава Холлара. В июле 2010 года на аукционе «Сотбис» появился оригинальный набросок к одной из них.
После реставрации Стюартов Карл II назначил на должность наблюдателя за всеми королевскими стройками сэра Кристофера Рена, которому поручил отреставрировать собор в том же стиле, в котором Джонс построил портик. Рен, однако, предложил здание полностью разобрать, его первый биограф Джеймс Элмс отмечает изумление Рена при виде той небрежности, с которой собор был построен; сын Рена описывает новый проект как «Готику, исправленную в лучшем архитектурном духе» (англ. The Gothic rectified to a better manner of architecture). И клирики, и горожане воспротивились такому решению. Рен в ответ предложил отреставрировать собор, заменив башню куполом. В работе «О проекте поправки старого и грозящего разрушением собора св. Павла» (англ. Of the Surveyor’s Design for repairing the old ruinous structure of St Paul’s) он пишет:

Из этого следует, что Башня от вершины до основания есть нагромождение разных деформаций, которые ни один Разумный Архитектор не возьмётся исправлять ни за какие деньги.
Оригинальный текст (англ.)It must be concluded that the Tower from Top to Bottom and the adjacent parts are such a heap of deformaties that no Judicious Architect will think it corrigible by any Expense that can be laid out upon new dressing it.

Дядей Кристофера Рена был Мэтью Рен, епископ Илийский, и неудивительно, что архитектор восхищался центральным фонарём собора в Или, и предлагал выстроить аналогичный на средокрестии Сен-Пола прямо над существующей башней, и лишь потом разобрать её изнутри, таким образом избегая расходов на временную кровлю и не лишая лондонцев (которых он называл «фомы неверующие») привычного здания прежде, чем будет видно, чем оно заменяется.

### Великий пожар (1666)
- Великий лондонский пожар на картине неизвестного художника (1675), вид из лодки близ Тауэрская верфь (англ. St Katharine Docks) вечером в четверг 4 сентября 1666. Слева лондонский мост, справа Тауэр, на фоне самых высоких языков пламени — старый Сен-Пол.
- Старый Сен-Пол в огне, гравюра, 1666
- Руины собора после пожара, Томас Вейк, ок. 1673

Решение по проекту реставрации ещё не было принято, когда в 1660-х работы начались, и вскоре после того, как собор одели в леса, его уничтожил Великий лондонский пожар. Огонь, перекинувшись на леса, сжёг деревянную крышу, повредил немалую часть каменных стен и поглотил товары и личное имущество горожан, которое они пытались сберечь в соборе. Сэмюэл Пипс пишет в своём знаменитом дневнике:

Уж пять часов, благословен будь, Господи! у меня всё хорошо, водой добрался до верфи св. Павла и гулял там, смотря на выгоревший город, и ужасно зрелище церкви святого Павла без крыши, хоры её провалились в крипту св. Фе. Разрушена и школа св. Павла, Ладгейт и Флит-стрит.
Оригинальный текст (англ.)Up by five o'clock, and blessed be God! find all well, and by water to Paul's Wharf. Walked thence and saw all the town burned, and a miserable sight of Paul's Church, with all the roof fallen, and the body of the choir fallen into St. Faith's; Paul's School also, Ludgate, and Fleet Street.

Аналогичную картину всеобщего разрушения пишет другой мемуарист Джон Ивлин:

3-е сентября — ходил посмотреть, как горит вся южная половина Сити от Чипсайда до Темзы и … видел церковь св. Павла, всю обставленную лесами.
7-е сентября — утром пошёл пешком от Уайтхолла до лондонского моста, через бывшую Флит-стрит, Ладгейт-хилл и к святому Павлу … И по возвращении был очень удручён тем, что хорошая прежде церковь св. Павла теперь — жалкая руина, красивый её портик … весь развалился, камни его растрескались и отщепились, и единственное, что совершенно уцелело — это надпись на архитраве о том, кто построил, в ней не повреждено ни одной буквы. Изумительно видеть, как жар обжёг массивные блоки портландского известняка: все орнаменты, колонны, фризы, капители и выступы отвалились снизу доверху, а свинец, покрывавший площадь не менее шести акров, весь расплавился; своды рухнули в крипту св. Фе, куда для спасения от пожара свезли книги из окрестных магазинов, и все книги погибли, они горели целую неделю. Но видно, что свинец над алтарём в восточном конце церкви уцелел, и среди всяких памятников тело одного из епископов не пострадало. Так поверглась во прах досточтимейшая Церковь, один из старейших в христианском мире памятников древнего благочестия.
Оригинальный текст (англ.)September 3rd — I went and saw the whole south part of the City burning from Cheapeside to the Thames, and … was now taking hold of St. Paule’s Church, to which the scaffolds contributed exceedingly.
September 7th — I went this morning on foote from White-hall as far as London Bridge, thro' the late Fleete-streete, Ludgate Hill, by St. Paules … At my returne I was infinitely concern’d to find that goodly Church St. Paules now a sad ruine, and that beautiful portico … now rent in pieces, flakes of vast stone split asunder, and nothing now remaining intire but the inscription in the architrave, shewing by whom it was built, which had not one letter of it defac’d. It was astonishing to see what immense stones the heate had in a manner calcin’d, so that all the ornaments, columns, freezes, capitals, and projectures of massie Portland-stone flew off, even to the very roofe, where a sheet of lead covering a great space (no less than six akers by measure) was totally mealted; the ruines of the vaulted roofe falling broke into St. Faith’s, which being fill’d with the magazines of bookes belonging to the Stationers, and carried thither for safety, they were all consum’d, burning for a weeke following. It is also observable that the lead over the altar at the East end was untouch’d, and among the divers monuments, the body of one Bishop remain’d intire. Thus lay in ashes that most venerable Church, one of the most antient pieces of early piety in the Christian world.

### После пожара
Кристофер Рен восстановить старый Сен-Пол считал невозможным. Собор пытались на скорую руку укреплять, но в апреле следующего года настоятель собора Уильям Сэнкрофт писал Рену, признавая его правоту: «наши труды на хорах обрушились на наши головы» (англ. Our work at the west end has fallen about our ears.) Два столба рухнули, остаток кладки был так нестабилен, что рабочие отказывались даже подходить близко, чтобы его обрушить. Сэнкрофт также добавлял, что без Рена они ничего не могут сделать.
Таким образом, несмотря на то, что его можно было ещё спасти (хотя и ценой почти полной перестройки), решили выстроить новую церковь в современном стиле, как и предлагал Рен изначально.С 1668 года начался полный разбор здания, который оказался неожиданно трудным, потому что камни были прочно залиты кровельным свинцом. Тогда Рен воспользовался новой тогда методикой подрыва стен порохом. Как всякое новое дело, шло оно негладко, несколько человек погибли, окрестные жители жаловались на шум и ущерб от взрывов, и в конце концов архитектор прибегнул к тарану. Строительство нового храма началось в июне 1675 года.
Закончилось оно к 1710 году. Общественное мнение восприняло новый собор неоднозначно, одни восхищались им, другие находили его слишком похожим на собор св. Петра в Риме и потому отдающим папизмом, неанглийским храмом.

## Архитектура
- Гравюра 1916 года с реконструкцией облика собора до 1561 года, когда сгорел шпиль
- Главный неф («променад св. Павла») на гравюре Вацлава Холлара

| Длина (без портика Иниго Джонса) | Длина (без портика Иниго Джонса) | Длина (без портика Иниго Джонса) | 586 футов (179 м)  |
| Ширина                           | по нефу                          | по нефу                          | 104 фута (32 м)    |
| Высота                           | под сводами нефа                 | под сводами нефа                 | 93 фута (28 м)     |
| Высота                           | под сводами хора                 | под сводами хора                 | 101,25 фута (31 м) |
| Высота                           | капеллы Девы                     | капеллы Девы                     | 98,5 фута (30 м)   |
| Высота                           | башни                            | башни                            | 285 футов (87 м)   |
| Высота                           | шпиля                            | от верхушки башни                | 204 фута (62 м)    |
| Высота                           | шпиля                            | над землёй                       | 489 футов (149 м)  |

Раскопки 1878 года, проведённые под руководством Френсиса Пенроуза, показали, что собор был в итоге 586 футов (179 м) в длину (без позднего портика Иниго Джонса), 100 футов (30 м) в ширину по нефу и 290 футов (88 м) в ширину по трансепту.
Неф в 12 секций получил прозвище «променад св. Павла» из-за своей длины. Норманский трифорий соседствовал в нём с готическим сводом на нервюрах. Витражи считались лучшими в стране, а роза восточного фасада — лучшей из них. Чосер в «Рассказе мельника» из «Кентерберийских рассказов» (XIV век) использует окна Сен-Пола как понятное любому лондонцу сравнение:
|                                             | His rode* was red, his eyen grey as goose, *complexion With Paule's windows carven on his shoes In hosen red he went full fetisly. *daintily, neatly |  | Румян лицом простак голубоглазый Сен-Пола вырезан на башмаках узор витражный И красные чулки — одет со вкусом. |  |
| The Canterbury Tales в проекте «Гутенберг». | |  | |  |

Шпиль собора был одним из самых высоких в Европе, обычно его высота указывается как 489 футов (149 м), то есть вторая после Линкольнского собора. Кристофер Рен считал это число завышенным и оценивал шпиль в 460 футов (140 м). В 1664 году Роберт Гук при помощи отвеса установил высоту башни «очень близко к двумстам четырём футам, на шестьдесят футов выше, чем обычно считают». Уильям Бенам пишет, что собор, вероятно:

напоминал тот, что в Солсбери, но на сто футов длиннее и со шпилем на шестьдесят или восемьдесят футов выше. Башня была открыта взору изнутри до самого основания шпиля, и была, предположительно, красивейшей из всех соборов Англии как изнутри, так и снаружи
Оригинальный текст (англ.)resembled in general outline that of Salisbury, but it was a hundred feet longer, and the spire was sixty or eighty feet higher. The tower was open internally as far as the base of the spire, and was probably more beautiful both inside and out than that of any other English cathedral.

Реконструировать западный фасад до Иниго Джонса трудно, но можно быть уверенным в том, что порталов было, как обычно, три, по числу нефов. Южная башня западного фасада называлась башней Лоллардов, в ней содержали в заключении еретиков. Она имела дурную репутацию, например, одного из заключённых в ней нашли повешенным, и в официальную версию о самоубийстве горожане не верили.

### Церковный двор
Стена, окружавшая территорию собора, была выстроена ещё в 1109 году, а в 1285 значительно укреплена. В ней было 6 охраняемых ворот, поскольку ко временам Эдуарда I двор собора св. Павла стал местом небезопасным, там случались ограбления, изнасилования и даже убийства.
Севернее хоров был клуатр, реконструированный в XV веке и украшенный традиционными сценами «Пляски Смерти», который замыкал кладбище для клира и важных людей. В восточной галерее этого клуатра была хорошая библиотека, не пережившая, к сожалению, Великого пожара.
Жертвы Чёрной смерти покоились в так называемом «Прощёном дворике», название которого, возможно, появилось оттого, что места на кладбище покупались вместе с индульгенциями. Посредине этого дворика стояла капелла, выстроенная Гилбертом Бекетом (отцом архиепископа Томаса Бекета), про неё говорили, что она не хуже самого собора. Севернее прощёного дворика была коллегия младших каноников, рядом с ней находился «перекрёсток св. Павла» (фундамент которого обнаружили при раскопках шестью футами ниже мостовой).
С северной стороны нефа находились помещения епископа Лондонского (северная башня на западном фасаде относилась к ним же) и дверь, ведущая прямо в собор. На южной стороне находились соборная пекарня и пивоварня, и ещё одно здание, в 1570 году переданное для собраний ассоциации докторов гражданского права. К южной стороне нефа примыкала вровень с западным фасадом церковь св. Григория-при-Павле, которая была короче нефа и с южным трансептом образовывала двухъярусный, ограниченный с трёх сторон клуатр, в центре которого располагалась капитулярная зала.
Пространство перед западным и восточным фасадами принадлежало горожанам и использовалось для военных парадов и для народных собраний соответственно.

#### Капитулярная зала
Согласно Джону Харви, восьмиугольная капитулярная зала, выстроенная около 1332 года Уильямом де Ремси, была первым образцом перпендикулярной готики. С этим мнением согласен Алек Клифтон-Тэйлор, считавший, что капитулярная зала старого Сен-Пола и капелла св. Стефана в Вестминстерском дворце построены несколькими годами ранее, чем образцы перпендикулярной готики в Глостерском соборе. Зала была весьма небольшой, внутренним диаметром всего лишь в 32,5 фута (9,9 м). Фундамент её ныне раскрыт в ходе переустройства южной стороны площади, окружающей современный собор.

### Интерьер
Интерьер собора был знаменит своей красотой. Каноник Уильям Бенам в 1902 году писал, что ему не было равных в Англии, а может быть, и в Европе (англ. It had not a rival in England, perhaps one might say in Europe.).
Во все времена в собор привлекала паломников гробница св. Эрконвальда, особенно приток усилился при епископе Морисе, когда участились свидетельства о якобы происходивших на его могиле чудесах. Гробница святого была украшена золотом, серебром и драгоценными камнями. В 1339 году три ювелира в течение целого года делали её ещё красивее и богаче, чем раньше. Уильям Дагдейл пишет, что гробница была пирамидальной формы с алтарём для приношений перед нею.
В соборе вдоль стен были могилы епископов и знатных феодалов. Кроме св. Эркенвальда, там были похоронены два англосаксонских монарха, Себби, король Восточных Саксов и Этельред Неразумный. Особенно пышными были гробницы Джона Гонта, 1-го герцога Ланкастерского, Джона де Бошана, 1-го барона Бошана из Уорика. Кроме них, там были похоронены лорд-канцлер Николас Бэкон, поэт и общественный деятель сэр Филип Сидни и настоятель собора Джон Донн. Надгробие Донна пережило пожар и сохраняется в нынешнем здании собора.

## Общественная роль
Собор часто посещали монархи и представители высшей знати, иногда в нём собирался двор. Среди произошедших в нём важных исторических событий, например, низложение Уильяма де Лоншана, которому Ричард Львиное Сердце, отправляясь в крестовый поход, доверил управление государством. В 1191 году брат Ричарда Иоанн собрал в Сен-Поле собор епископов, которые низложили регента, обвинив его в измене.
Тела нескольких английских королей пребывали в Сен-Поле перед окончательным погребением в Вестминстерском аббатстве, в том числе Ричард II, Генрих IV и Генрих VII. В случае Ричарда II тело было выставлено на всеобщее обозрение, чтобы рассеять слухи о том, что он не умер.
В 1196 году Уильям Фиц Осберн держал речь на «перекрёстке святого Павла» против притеснения бедных, начав таким образом бунт, остановить который на пороге собора удалось лишь Хьюберту Уолтеру, архиепископу Кентерберийскому, влиятельному королевскому советнику, юстициарию и лорду-канцлеру. Осберн был казнён, и после этого на «перекрёстке» ещё много лет никто не смел проповедовать. Он использовался для оглашения прокламаций, официальных объявлений, папских булл, отлучений и приговоров особо важным преступникам.
14 ноября 1501 года в Сен-Поле на Екатерине Арагонской женился Артур, принц Уэльский, сын Генриха VII Тюдора. Хронисты изобилуют подробностями по поводу пышных украшений собора и города к этому празднику. Через 5 месяцев, в возрасте 15 лет, Артур умер, а брак этот был позже оспорен братом Артура Генрихом VIII, который женился на Екатерине Арагонской сам и имел от неё дочь Марию Кровавую.

### Променад св. Павла
Первое историческое свидетельство использования нефа собора, «променада св. Павла», в качестве рынка и места для мирских собраний относится к епископату Брейбрука (англ. Robert Braybrooke) (1381—1404). Епископ выпустил инвективу, грозя отлучением тем, кто в соборе торгуют товарами, как на рынке, а ещё

по наущению Дьявола бьют камнями и стрелами гнездящихся на стенах галок и голубей. Иные играют в мяч к изумлению зрителей, разбивая красивые и дорогие витражи.
Оригинальный текст (англ.)others … by the instigation of the Devil [using] stones and arrows to bring down the birds, jackdaws and pigeons which nestle in the walls and crevises of the building. Others play at ball … breaking the beautiful and costly painted windows to the amazement of spectators

В 1554 году лорд-мэр указом повелел прекратить неподобающее использование церкви для торговли лошадьми и другими товарами, которой «оскорбляется Всемогущий Господь и все добрые люди».
К XV веку собор также стал центром циркуляции городских слухов, в нём собирались все городские злые языки.
Френсис Осборн пишет:

В те времена было модно… среди аристократов, лордов, придворных и всех занятых не ремеслом, собираться в церкви св. Павла в одиннадцать и прогуливаться по нефу до двенадцати часов, а после обеда — от трёх до шести, и в это время одни говорили о делах, другие же о новостях. Мало что могло произойти, не став известным там… Тамошние злые языки смели обсуждать не только вопросы публичные, но и самые деяния государственные, о которых проговорится какой-нибудь царедворец.
Оригинальный текст (англ.)It was the fashion of those times … for the principal gentry, lords, courtiers, and men of all professions not merely mechanic, to meet in Paul’s Church by eleven and walk in the middle aisle till twelve, and after dinner from three to six, during which times some discoursed on business, others of news. Now in regard of the universal there happened little that did not first or last arrive here … And those news-mongers, as they called them, did not only take the boldness to weigh the public but most intrinsic actions of the state, which some courtier or other did betray to this society.

В соборе, таким образом, можно было узнать последние новости — местные, военные, о делах духовных, из парламента и двора, подцепить злободневную шутку, подать милостыню, лишиться кошелька и снять проститутку. В пьесе «Englishmen for my Money» Уильям Хафтон описал променад св. Павла как общий дом, в котором множество людей, не занятых ничем, кроме прогулок туда-сюда под неумолчный шум разговоров. В серии сатирических зарисовок современной ему Англии Джон Эрл описывает его так:

Променад св. Павла — вся наша страна в миниатюре, наименьший из островов Великобритании. Одновременно он и весь мир в движении своём, выставленный на ваше обозрение. Нагромождение камней и нагромождение человеков, смешение языков такое, что не будь он под сенью освящённых сводов, был бы Вавилон. Шум в нём, словно в улье, образуется голосами и звуками шагов, похожий на тихий рёв или громкий шёпот… Великое торжище, на котором толкутся все мысли и дела… На этом монетном дворе, как у папистов, чеканят церковным штемпелем всякий слух и всякую ложь.
Оригинальный текст (англ.)Paul’s walk is the land’s epitome, or you may call it the lesser isle of Great Britain. It is more than this, the whole world’s map, which you may here discern in its perfectest motion, justling and turning. It is a heap of stones and men, with a vast confusion of languages; and were the steeple not sanctified, nothing liker Babel. The noise in it is like that of bees, a strange humming or buzz mixed of walking tongues and feet: it is a kind of still roar or loud whisper … It is the great exchange of all discourse, and no business whatsoever but is here stirring and a-foot … It is the general mint of all famous lies, which are here like the legends of popery, first coined and stamped in the church.

## Известные погребения
- Утраченная в 1666 году могила Джона Гонта и Бланки Ланкастерской на гравюре Вацлава Холлара (1658). Изображение не вполне точно, например, они не держатся за руки
- Памятник Джону Донну уцелел в пожаре и располагается в современном соборе

Памятник Джону Донну, выполненный скульптором Николасом Стоуном в 1631 году по идее самого Донна — единственный уцелел в пожаре. В 1913 году Макдональд Гилл и Мервин Маккартни изготовили мемориальную доску с перечнем утраченных могил. Доска установлена в новом соборе, на ней значатся:
- Себби, король Эссекса (†695)
- Этельред II Неразумный (†1016)
- Эдуард Изгнанник (†1057), сын короля Англии Эдмунда Железнобокого
- Генри де Ласи, 3-й граф Линкольн (†1311), доверенное лицо короля Эдуарда I
- Сэр Джон де Пултеней[англ.] (†1349), четырежды бывший мэром Лондона
- Джон де Бошан, первый барон Бошан из Уорвика (†1360), кавалер ордена Подвязки
- Пейн де Роэ (†1380), герольд Эдуарда III
- Джон Гонт, герцог Ланкастер (†1399) с женой Бланкой Ланкастерской (†1368).
- Генри Бартон[англ.] (†1435), дважды бывший лорд-мэром Лондона
- Роберт Мортон[англ.] (†1497), епископ Вустерский
- сэр Томас Мёрфин[англ.](известен с 1510-х), шериф и лорд-мэр Лондона
- Джон Колет (†1519), настоятель собора св. Павла, основатель школы св. Павла[78]
- Томас Линакр (†1524), врач, основатель Королевского колледжа врачей
- Уильям Герберт, 1-й граф Пембрук (†1570), courtier.
- сэр Николас Бэкон (†1579), Лорд-хранитель Большой печати
- сэр Филип Сидни (†1586), поэт, военный, придворный и учёный
- сэр Френсис Уолсингем (†1590), глава разведки при Елизавете I
- сэр Кристофер Хаттон[англ.] (†1591), лорд-канцлер Англии, фаворит Елизаветы I
- сэр Томас Хинидж[англ.] (†1595), политический деятель и придворный
- сэр Томас Баскервиль[англ.] (†1597), командующий армией в ходе осады Амьена (1597)
- Урсула Сен-Барбе[англ.] (†1602), придворная дама, жена Уолсингема[79]
- Роберт Хэр[англ.] (†1611), антикварий и Канцлер казначейства
- сэр Уильям Детик[англ.] (†1612), многолетний служащий Геральдической палаты
- сэр Уильям Кокэйн[англ.] (†1626), лорд-мэр лондонского Сити
- Джон Донн (†1631), поэт и настоятель собора с. Павла
- Джон Хоусон[англ.] (†1632), епископ Даремский
- сэр Антонис ван Дейк (†1641), художник
- Брайан Уолтон (†1661), епископ Честерский, издатель многоязычной Библии